# Rică Răducanu
Rică Răducanu, pe numele său adevărat Răducanu Necula (n. 10 mai 1946, Vlădeni, Județul Ialomița), este un fost fotbalist român, portar, care a jucat în echipa națională de fotbal a României la Campionatul Mondial de Fotbal 1970 din Mexic, performanță pentru care a fost decorat în martie 2008 cu Ordinul „Meritul Sportiv” clasa a III-a.
A jucat și în filmele Totul pentru fotbal (1978) și Legiunea Străină (2008), în rolul lui Maricel.

## Biografie
Pe 10 mai 1946 se năștea Răducanu Necula, cunoscut drept Rică Răducanu, cel care a devenit la maturitate idolul tribunei alb-vișinii.
Cele mai mari succese ale carierei sale sportive le-a avut în perioada în care a jucat la clubul bucureștean Rapid (1965-1975), apărând poarta rapidiștilor în 233 de meciuri. În aceeași perioadă a fost selecționat și la echipa națională, unde a jucat în 63 de partide oficiale. Ulterior, a mai jucat la cluburile Sportul Studențesc (1975-1978, 88 de meciuri), Steaua București (1978-1979, 22 de meciuri) și la alte cluburi mai mici, până la retragerea definitivă din fotbal (1982).
Fiul său, Cătălin Necula, a jucat la FC Sportul Studențesc București și la alte cluburi, după care a devenit antrenor.
În martie 2008 a fost decorat cu Ordinul „Meritul Sportiv” clasa a III-a.

## Caracteristici tehnice
Rică Răducanu a fost un portar eficient, autor al unor intervenții specifice și concrete, cunoscut și pentru spectacolul făcut pentru galerie. Era cunoscut pentru fazele spectaculoase făcute pentru suporterii echipei sale, fiind singurul portar din lume surprins în ofsaid și care a reușit 7 goluri în cariera sa.
A fost poreclit „Tamango” din cauza înălțimii sale, fiind asemănat cu protagonistul filmului omonim.

## Cariera

### Începutul
Fotbalul l-a început la Victoria MIBC București în anul 1958. După un sezon, a schimbat echipa ajungând la Flacăra Roșie București, echipa de divizie C, unde a stat până în 1965, când a fost observat de antrenorul Rapidului și adus în Giulești. A început fotbalul pe alt post,  a fost extremă, însă „norocul”, cum chiar el îl numește, a făcut să ajungă între buturi după ce portarul principal al echipei sale a fost nevoit să fie schimbat. Rică a intrat în teren și a făcut un meci bun împotriva Progresului București, echipă de divizia A, lucru care i-a asigurat poziția de titular în poartă.

### Rapid București
A ajuns în Giulești în anul 1965 unde, în primul sezon, a jucat doar 6 meciuri, debutând pe 8.05.1966 contra Siderurgistul Galați. Următorul sezon a fost sezonul său cel mai bun și punctul culminant al carierei sale, titlul cu Rapid și ascendența sa în tricoul național unde a ajuns la 61 de meciuri fiind parte din echipa națională de fotbal a României la Campionatul Mondial de Fotbal 1970 din Mexic, unde acesta a apărat contra Braziliei. În următoarele sezoane și-a acoperit postul, jucând toate meciurile. Pe data de 13.12.1967 a jucat celebrul meci Rapid-Juventus terminat egal, făcând un meci celebru, apărând multe mingi periculoase. A petrecut aproximativ 10 ani în clubul giuleștean unde a jucat 233 de meciuri și a marcat 7 goluri, prima reușită a venit pe 9 septembrie 1973, în derby-ul feroviarilor, CFR - Rapid 3-1. A punctat pentru 2-1 în minutul 79. A rămas cunoscut pentru fazele spectaculoase făcute pentru suporterii echipei sale și câștigarea Cupelor României . În afara celor 8 reușite (3 în "A", 4 "B", 1 în Europa), Rică a rămas în istorie și drept primul portar surprins în ofsaid. Dacă nu din lume, din România sigur. Se întâmpla pe 16 iunie 1974, în penultima etapă a ediției în care vișiniii au retrogradat. Rapid - FC Constanța 1-1, după ce "marinarii" egalaseră prin Turcu , gazdele au atacat cu toate liniile. Inclusiv cu omul dintre buturi, care la un moment dat a fost semnalizat de tușier în afara jocului. "Am și marcat, dar arbitrul a fluierat fault în atac", declara "Tamango" la un moment dat. Totuși, cronica de a doua zi, semnată de Laurențiu Dumitrescu, nu amintește nimic în acest sens. După remiza cu Constanța, Rapid s-a deplasat la Iași. O victorie sau un egal în Copou, în ultima rundă a campionatului, ar fi însemnat evitarea "matineului". Totul decurgea conform planului până în minutul 78.
Atunci, în urma unui corner, Rică a ieșit neinspirat din poartă, iar Simionaș a marcat unicul gol al întâlnirii. Scor final 1-0, Politehnica rămânea în "A", pentru Rapid urmau deplasări la Mija, la Oltenița și la Moreni.

### Sportul Studențesc
Dupa retrogradarea Rapidului in divizia secundă a primit o ofertă de la Sportul Studențesc și a acceptat-o , petrecând 3 ani în echipa studenților . În acești ani a terminat cu gașca nebună de 2 ori pe locul 4 reușind, pe lângă clasările în primele zece echipe ale țării, și calificarea (în sezonul 1978-'79) în finala Cupei României (pierdută în fața echipei Steaua București cu 0-3). Dar  acesta a rămas cunoscut pentru fanii studenților pentru golul primit în Steaua-Sportul Studențesc din 1978 fiind unul dat cu spatele . După aceasta a fost luat de Steaua .

### Steaua București

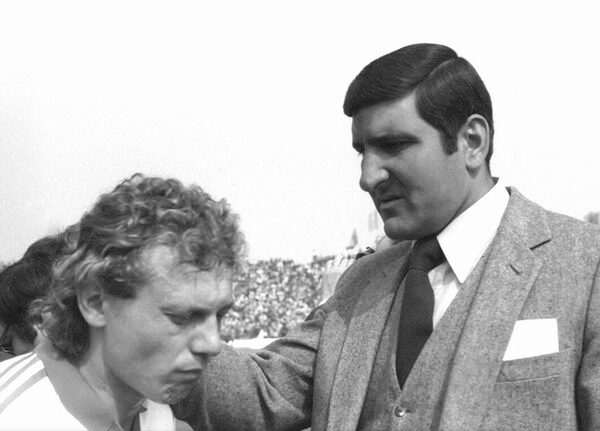
Ilie Balaci și Rică Răducanu în 1983

Drumul său la rivala Rapidului s-a concretizat datorită lui Nicușor Ceaușescu care a vorbit cum să se facă transferul, după două sezoane în care a jucat 22 de meciuri, câștigând Cupa României în 1979 Steaua învingând-o în finală pe Sportul Studențesc cu scorul de 3-1. Dar datorită schimbării structurale a clubului acesta a fost dat la FCM Reșița unde a plecat după puțin timp la FC Baia Mare unde fusese dorit de Viorel Mateianu unde a reușit ultimele 10 apariții la nivelul primelor divizii.
După retragere a avut mai multe roluri în clubul Rapid, fiind antrenor cu portarii sau cu juniorii.

## Palmares

### Jucător

#### Club

##### Competiții naționale
- Campionatul României : 1

Rapid București : 1966-1967 
- Cupa României : 3

Rapid București: 1971-1972 , 1974-1975 Steaua București : 1978-1979
- Divizia Secundă : 1

Rapid București: 1974–75

## Statistici ale carierei
| Sezon   | Club                    | Țară    | Meciuri | Goluri |
| ------- | ----------------------- | ------- | ------- | ------ |
| juniori | Victoria MIBC București | România | N/A     | N/A    |
| juniori | Flacăra Roșie București | România | N/A     | N/A    |
| 1965/66 | Rapid București         | România | 6       | 0      |
| 1966/67 | Rapid București         | România | 24      | 0      |
| 1967/68 | Rapid București         | România | 24      | 0      |
| 1968/69 | Rapid București         | România | 16      | 0      |
| 1969/70 | Rapid București         | România | 27      | 0      |
| 1970/71 | Rapid București         | România | 25      | 0      |
| 1971/72 | Rapid București         | România | 28      | 0      |
| 1972/73 | Rapid București         | România | 29      | 0      |
| 1973/74 | Rapid București         | România | 30      | 3      |
| 1974/75 | Rapid București         | România | 24      | 4      |
| 1975/76 | Sportul Studențesc      | România | 28      | 0      |
| 1976/77 | Sportul Studențesc      | România | 31      | 0      |
| 1977/78 | Sportul Studențesc      | România | 29      | 0      |
| 1978/79 | Steaua București        | România | 19      | 0      |
| 1979/80 | Steaua București        | România | 3       | 0      |
|         | FCM Reșița              | România | N/A     | N/A    |
| 1980/81 | FC Baia Mare            | România | 10      | 0      |
|         | Autobuzul București     | România | N/A     | N/A    |
| 1981/82 | AFC Progresul București | România | N/A     | N/A    |

## Filmografie
- Totul pentru fotbal (1978)
- Legiunea Străină (2008)